# 만덕역
만덕역(Mandeok station, 萬德驛)은 부산광역시 북구 만덕동의 부산 도시철도 3호선의 전철역이다.

## 특징
만덕고개의 중턱에 있기 때문에 주변이 고지대이며, 역사는 지표에서 약 64.25m(약 아파트 27층) 깊이(지하 9층)에 위치하며, 서해선 김포공항역이 개통되기 전까지 대한민국의 도시철도 역들 중 심도가 제일 깊은 역이었다. 현재 도시철도 안내방송에서도 이 사실과 함께 엘리베이터 이용 안내를 언급하고 있다.
미남역과의 사이에 만덕터널이 있어서 역간 거리가 길며, 이 터널은 금정터널과도 교차한다.

## 역 구조
출구는 4개이다. 맞이방과 승강장 사이에는 엘리베이터 5대, 에스컬레이터 16대가 설치되어 있다. 평상시에는 엘리베이터만 이용 가능하며, 에스컬레이터도 있기는 하지만, 이용객이 너무 적어서 가동하지 않는다.
지하 1층에 맞이방겸 대합실이, 지하 9층에 승강장이 있다.
- 반대편횡단 : 가능

### 승강장
1면 2선의 섬식 승강장을 가진 지하역이다. 스크린도어가 설치되어 있다.
| 미남 ↑   |
| 하 상 \| |
| ↓ 남산정 |

| 상행 | ● 부산 도시철도 3호선 | 수영·미남 방면 |
| 하행 | ● 부산 도시철도 3호선 | 대저·덕천 방면 |

## 역 주변
- 만덕제1동
- 만덕제2동
- 만덕제1동 행정복지센터
- 대성아파트
- 삼성아파트
- 만덕베르빌
- 만덕제1터널
- 만덕제2터널
- E-편한 세상 금정산
- 금정산 뉴웰시티 아파트
- 만덕초등학교
- 백산초등학교
- 백양초등학교
- 백양중학교
- 백양산 동문 굿모닝힐
- 상학초등학교
- 만덕중학교

## 승차량 변동
| 노선  | 승차 인원 | 승차 인원 | 승차 인원 | 승차 인원 | 승차 인원 | 승차 인원 | 승차 인원 | 승차 인원 | 주 석 |
| 노선  | 2005년    | 2006년    | 2007년    | 2008년    | 2009년    | 2010년    | 2011년    | 2012년    | 주 석 |
| ----- | --------- | --------- | --------- | --------- | --------- | --------- | --------- | --------- | ----- |
| 3호선 | 3412      | 3603      | 3678      | 3955      | 4105      | 4418      | 4720      | 4722      | [ 1 ] |
| 노선  | 2013년    | 2014년    | 2015년    | 2016년    | 2017년    | 2018년    | 2019년    | 2020년    |       |
| 3호선 | 4542      | 4654      | 4636      | ?         | ?         | ?         | ?         | ?         | [ 1 ] |

## 같이 보기
- 서울 지하철 5호선 여의나루역 : 해발 -27.55m로 대한민국에서 제일 낮은 곳에 있는 역.
- 태백선 추전역 : 해발 855m로 대한민국에서 제일 높은 곳에 있는 역.
- 서해선 김포공항역: 해발 -83m로 대한민국에서 제일 낮은 곳에 있는 역.

## 인접한 역
| 부산 도시철도 3호선 | 부산 도시철도 3호선   | 부산 도시철도 3호선  |
| ------------------- | --------------------- | -------------------- |
| 309 미남 수영 방면  | ● 부산 도시철도 3호선 | 311 남산정 대저 방면 |

## 사진

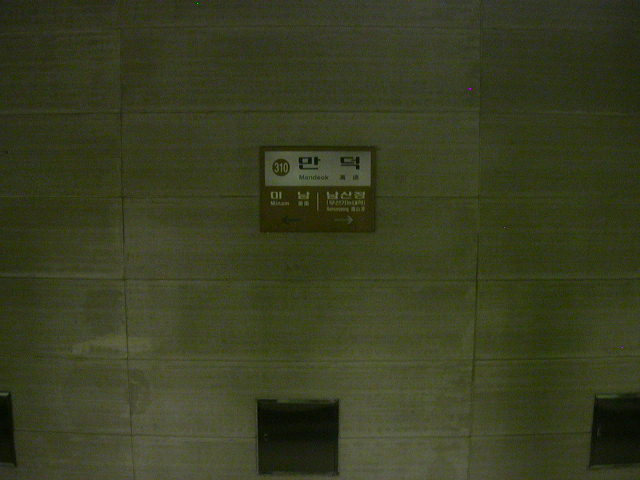
선로측 역명판
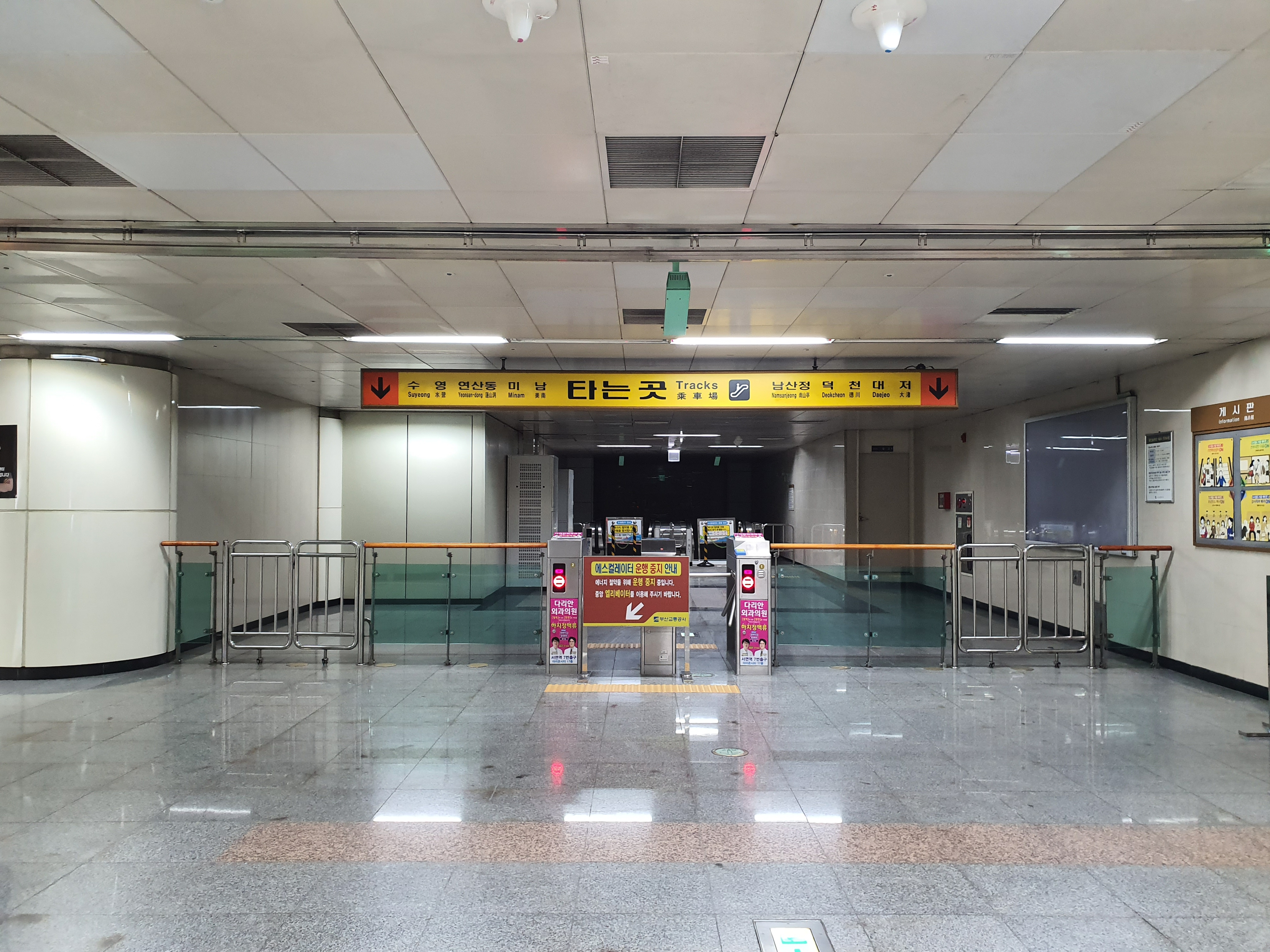
폐쇄된 에스컬레이터
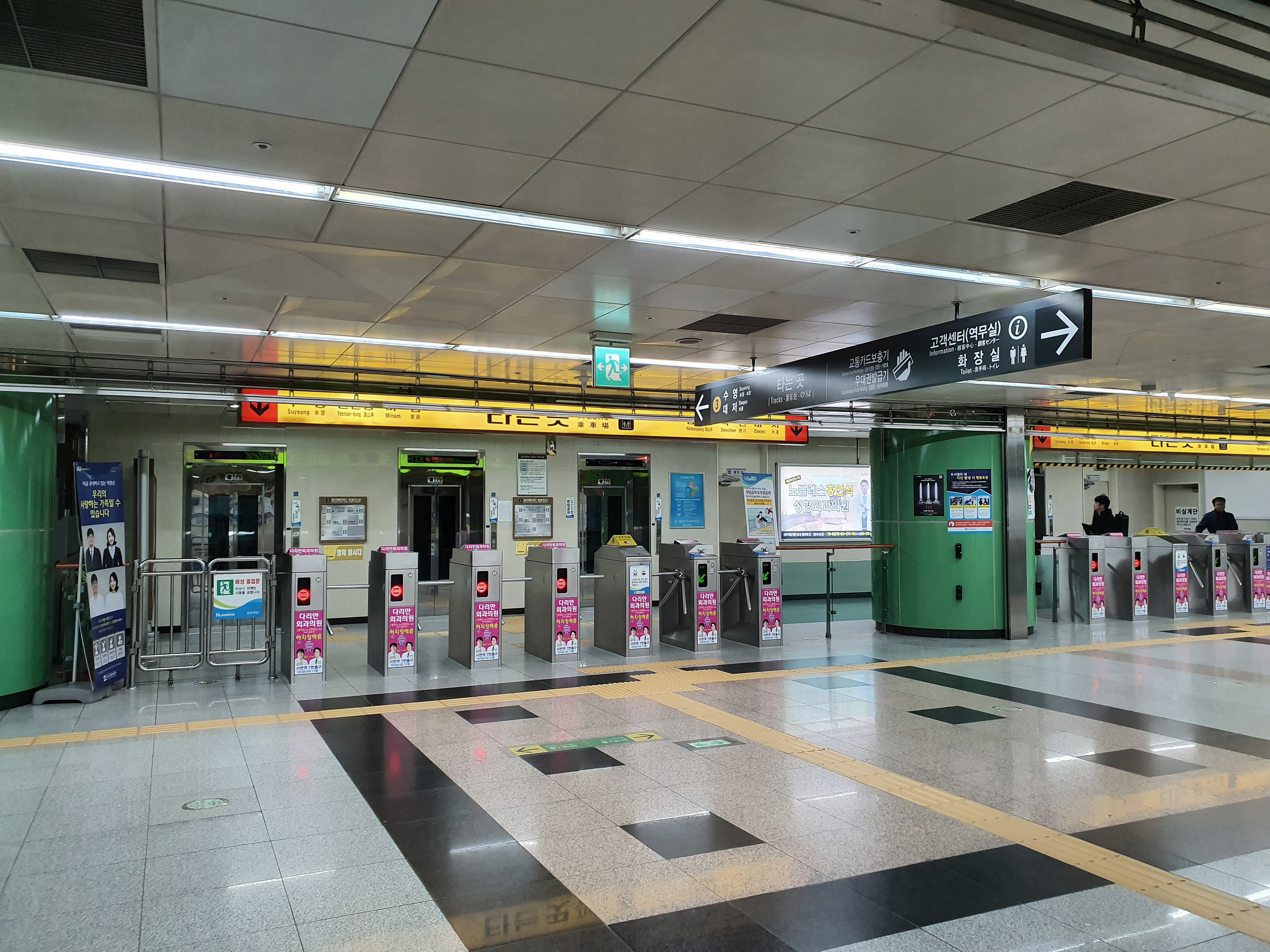
엘레베이터 앞의 개찰구